# Islandsk (sprog)
 For alternative betydninger, se Islandsk. (Se også artikler, som begynder med Islandsk)
Islandsk (islandsk: íslenska) er det officielle sprog i Island. Det udgør sammen med det nært beslægtede færøsk, de traditionelle vestnorske dialekter og det uddøde norn de vestnordiske sprog. Islandsk har som færøsk i vid udstrækning bevaret det oldnordiske morfologiske system med mange klasser af substantiver, der bøjes i fire kasus, ganske som verberne bøjes i person og tal. Islandsk og tysk grammatik ligner hinanden meget, fordi de begge er germanske sprog, der har bibeholdt en stor del af den oprindelige formrigdom. Islandsk har dog langt flere forskellige former.
Islandsk og færøsk ligner hinanden. Islændinge og færinger kan i nogen grad forstå hinanden, men uhindret kommunikation kræver dog et aktivt studium af det andet sprog. Begge folk kan læse hinandens sprog, men færingerne har den fordel, at talt og skrevet islandsk er mere konsistent end færøsk. Færingerne har derved lettere ved at forstå islændingenes udtale.

## Historie
Island blev koloniseret af nordmænd i landnamstiden (874-930). De bragte det norrøne sprog med sig. Islændingene optog enkelte ord fra irsk både fra irske trælle og gennem kontakt med irske munke på Island.
I nordeuropæisk sammenhæng fik Island tidligt en litterær kultur, og allerede i 1100-tallet udviklede sproget en fast skriftnorm. Flere håndskrifter fra denne tid er bevaret, og de er blandt de vigtigste kilder til islandsk sproghistorie.
Fra 1200-tallet begyndte norrønt i Skandinavien at ændres både fonetisk og grammatisk i retning af moderne dansk, norsk og svensk og optog desuden i senmiddelalderen en mængde nedertyske ord. På Island gik den tilsvarende udvikling betydelig langsommere. I 1400-tallet fandt en række lydovergange sted, som klart adskilte islandsk fonetik fra det oprindelige norrøne. Grammatikken og ordforrådet forblev derimod i hovedsagen uændret.
Fra midten af 1500-tallet kan man tale om nyislandsk eller moderne islandsk (nútímaíslenska). Retskrivningen blev moderniseret i anden halvdel af 1800-tallet, og officielt fastsat af Altinget i 1918. Siden er der kun sket mindre ændringer: Diftongen je skrives é fra 1929, og bogstavet z erstattedes med s i 1974.
Det islandske skriftsprog har således ændret sig forholdsvis lidt fra det norrøne skriftsprog, og islændinge kan uden større problemer lære at læse de islandske sagaer. Islandsk udtale har ændret sig så meget, at en islænding fra 1200-tallet og en fra 1900-tallet ville have meget store problemer med at forstå hinanden, dog næppe mere end moderne islændinge og færinger har.

### Teksteksempel
Den følgende tekst er hentet fra Egils saga. Manuskriptet er det ældste kendte for denne saga, det såkaldte θ-fragment fra det 13. århundrede. Den sidste version er fuldt ud legitim som moderne, om end meget litterært islandsk, skønt intet er blevet ændret på nær retskrivningen.,
| Manuskriptteksten, bogstav for bogstav | Den samme tekst på normaliseret oldislandsk | Den samme tekst på moderne islandsk |
| --- | --- | --- |
| ÞgeiR blundr systor s egils v þar aþingino & hafði gengit hart at liþueizlo við þst. h bað egil & þa þstein coma ser t staðfesto ut þangat a myrar h bio aðr fyr suNan huit a fyr neþan blundz vatn Egill toc uel aþui. oc fysti þst at þr leti h þangat fa ra. Egill setti þorgeir blund niðr at ana brecko En stein fǫrði bustað siN ut yf lang á. & settiz niðr at leiro lǫk. En egill reið hei suðr anes ept þingit m flocc siN. & skilðoz þr feðgar m kęrleic | Þorgeirr blundr, systursonr Egils, var þar á þinginu ok hafði gengit hart at liðveizlu við Þorstein. Hann bað Egil ok þá Þorstein koma sér til staðfestu út þangat á Mýrar; hann bjó áðr fyrir sunnan Hvítá, fyrir neðan Blundsvatn. Egill tók vel á því ok fýsti Þorstein, at þeir léti hann þangat fara. Egill setti Þorgeir blund niðr at Ánabrekku, en Steinarr fœrði bústað sinn út yfir Langá ok settisk niðr at Leirulæk. En Egill reið heim suðr á Nes eptir þingit með flokk sinn, ok skilðusk þeir feðgar með kærleik. | Þorgeir blundur, systursonur Egils, var þar á þinginu og hafði gengið hart að liðveislu við Þorstein. Hann bað Egil og þá Þorstein að koma sér til staðfestu út þangað á Mýrar; hann bjó áður fyrir sunnan Hvítá, fyrir neðan Blundsvatn. Egill tók vel á því og fýsti Þorstein, að þeir létu hann þangað fara. Egill setti Þorgeir blund niður að Ánabrekku, en Steinar færði bústað sinn út yfir Langá og settist niður að Leirulæk. En Egill reið heim suður á Nes eftir þingið með flokk sinn, og skildust þeir feðgar með kærleik. |

Her må en vigtig ting nævnes. Der findes flere måder at gengive oldislandsk på. I denne artikel og alle underartikler følges samræmd stafsetning forn (normaliseret [oldislandsk] retskrivning) konsekvent, men den bruges bl.a. i standardudgaverne af den oldislandske litteratur - dvs. udgaverne fra Hið íslenzka fornritafélag - når oldislandske eksempler gengives.

## Purisme
Islandsk er kendt for en betydelig grad af sproglig purisme, dvs. at der er vide bestræbelser på at forhindre optagelsen af låneord fra andre sprog. I stedet anvender man neologismer – nydannelser baseret på islandske arveord; således har man f.eks. i stedet for låneordet "elektricitet" dannet rafmagn (egtl. "rav-kraft", idet "elektricitet" kommer af græsk ḗlektron, der betyder "rav"). Foruden at måtte danne nye ord for nye, udenlandske begreber, beriges sproget selvfølgelig på naturlig vis, idet man finder på nye ord, som ikke nødvendigvis har en genpart i fremmede sprog, men blot for at have ét ord for et begreb, som ellers ville behøve en sætning. Man kan nævne meget nye ord som kjörþokki ("valgtække"), dvs. en kandidats appel til vælgerne, eller valkvíði ("valgskyhed") dvs. en tøven ved at foretage et valg.
Neologismer er kendt fra første færd. Da de første landnamsmænd begav sig til Island, så de første gang varme kilder. Fra deres hjemland havde de medført ordet hver, som betyder "kedel", og det brugte de til at nævne de sydende kilder. En hver behøver ikke at være en springkilde, men en af de varme springkilder fik navnet "geysir", som er et af de få internationale låneord fra islandsk. "Saga" er et islandsk ord med en ejendommelig kontrast mellem ordets meget specielle internationale betydning og dets altomfattende islandske betydning, hvor "saga" kan betyde hvad som helst, som fortælles eller står i forbindelse med historie. Deraf udledes stríðssaga ("krigshistorie"), jarðsaga ("geohistorie") o.m.fl. Indvandrerne så også lavafelter første gang, og kaldte dem hraun, som betød "stenet jord". Af urgamle nydannelser kan man nævne hlaupár ("skudår"), som ikke ser ud til at være en direkte låneoversættelse. Gletsjere kendte man fra Norge under navnet jökull, men slet ikke i samme omfang som i Island, og de voldsomme gletsjerløb var man ukendt med. De fik navnet jökulhlaup, som er gået over i det internationale geologiske ordforråd. De allerældste og allerfleste nydannelser findes dog hos skjaldene.

### Nydannelsesteknik

#### Sammensatte ord, som ikke er låneoversættelser
Det ene af de to ord, som man har brugt for AIDS er alnæmi, som betyder "overfølsomhed for alting". Et andet eksempel er halastjarna ("komet"), bogstaveligt "halestjerne".

#### Lydlige efterlignelser
Det andet af to ord, som har været i brug i Island for "AIDS" er eyðni. Det stammer fra verbet eyða ("ødelægge", "tilintetgøre"). Eyðni og alnæmi bruges nu begge to.

#### "Genfærd"
Et genfærd er her et ord, der fandtes i det islandske oldsprog, gerne i skjaldesproget, men som genoplives i en ny eller undertiden i den gamle betydning. Ordet sími ("telefon") er dannet af oldislandsk síma, som var et svagt bøjet intetkønsord med betydningen "tråd". Nu er svage intetkønsord sjældne, og for at sikre et ord udbredelse skal det helst tilhøre en af de store ordklasser. Man besluttede så at ændre bøjningen, også fordi ordet faktisk findes et enkelt sted i det gamle sprog som hankøn, men da som senere led i et sammensat ord. Man besluttede at prøve med ordet sími, som blev en succes.
Et andet genfærd er teiti ("fest"). Man havde i lang tid vænnet sig til det engelske party og brugt det i formen partý. Så dukkede ordet teiti op, et gammelt ord med betydningen "fest". Årsagen til genoplivningen af ordet er ukendt. Ordet teiti var oprindeligt hunkøn, men ifølge den almindelige regel, at man associerer ord helst med de større ordklasser, hvis der findes flere muligheder, bruges teiti oftest i intetkøn. Hunkøn høres dog også anvendt. Andre ord for "fest" er gleði, gleðskapur, mannfögnuður osv. På oldislandsk betød ordet mella en jættekvinde, og melludólgur var en kenning for Thor (bogstaveligt "jættekvinde-fjende"). I dag betyder mella en prostitueret, og melludólgur betyder "alfons" eller "ruffer". 

#### Låneoversættelser
Et meget gammelt eksempel er samviska ("samvittighed") oversat fra dansk eller tysk (Gewissen) og i begge sprog låneoversættelser fra latin conscientia. Et eksempel fra astronomien er tifstjarna ("pulsar"). Fra kemi kendes fjölliða ("polymer", ordret betydning "mangeleddet"). Fjöl- betyder "mangeartig", "mangfoldig", tilsvarende græsk poly-. Da islandsk som andre germanske sprog tillader lange sammensætninger, også ved hjælp af affixer, kan man anvende metoden "præfix + ordstamme + suffix" for at danne et nyord. Ordet samhverfa betyder "symmetri", samsæta betyder "isotop". Præfixen jafn- er anvendt i jafnhitalína ("isoterm"), jafnþrýstilína ("isobar") osv.

#### Andre metoder
Ordet tölva ("computer") er sammensat af "tavle" og "vølve", opfundet af Sigurður Nordal. Andre eksempler er þota (jetfly) og þyrla (helikopter), afledet af verberne þjóta ("suse") og þyrla ("hvirvle (op)").

#### Udvidelser af nydannelser
Islandsk skal have et ordforråd på godt 600.000 ord, men som i andre sprog opstår nydannelser stadig. "Elektrokemi" hedder rafefnafræði, dannet af raf ("rav"), efni ("stof", "emne") og fræði ("lære").

## Dialekter
Islandsk har ikke større dialektforskelle, men der findes regionale variationer i udtalen. Den største forskel er, at man i den sydlige del af Island (herunder i Reykjavik) bruger de bløde konsonanter b, d, g for p, t, k hvis de står mellem to vokaler. Dette er dog blevet ændret i nogen grad. I halvfjerdserne var udtalen i Reykjavík næsten helt „blød“. Men ifølge en vedvarende indvandring fra landet og det faktum, at radio- og fjernsynsannoncører ofte taler „hårdt“, hører man nu alle variationer og reykjavíksk synes at være i færd med at stabilisere en mellemgrad af „blødhed“ med en tendens til hårdere udtale.
Der findes naturligvis forskellige sociolekter, men ét specielt skel findes der, som går tværs på køn, socialklasse, religion og alt det andet og det er: Har vedkommende sprogbruger læst (en selvfølge, det tvinges man til i skolen) og nydt sagaerne og den øvrige klassiske litteratur? Hvis man både har læst og haft fornøjelse af klassikerne, vil man sandsynligvis bruge det formentlig forbilledlige sprog, det være sig i form af citater eller talen i det hele. Man skal derfor ikke være forundret hvis en bygningsarbejder taler som om han var forfatteren til Egils saga mens en anden med en doktorgrad taler som om han kun havde læst Tintin og i øvrigt lider af "dativsyge",.

## Grammatik
Den forholdsvis rige og omfattende morfologi er stort set uændret fra norrøn tid. Islandsk har blandt andet fire kasus, et næsten uændret konjugationssystem for verber i personer, tal og måder, bøjning af talord til og med fire osv. Islandsk er således et af de mest morfologisk konservative sprog i Europa.

### Det islandske alfabet
De islandske bogstaver ifølge den nugældende retskrivning er:
a, á, b, (c), d, ð, e, é, f, g, h, i, í, j, k, l, m, n, o, ó, p, (q), r, s, t, u, ú, v, (w), x, y, ý, (z), þ, æ, ö.
Accenterne begyndte deres karriere med at betegne lange vokaler, men nu betegner en accenteret vokal en kvalitetsforskel som følge af sprogets lydlige ændringer. Á og ó er diftonger, é udtales som je og de andre accenter betegner egne lyde. I og y er enslydende såvel som í og ý. Y-et forbliver i alfabetet af sproghistoriske grunde, ligesom tilfældet var med z før det blev afskaffet. Ellers forekommer bogstaverne i parenteser kun i udenlandske ord og enkelte navne, som f.eks. slægtsnavnene Zoëga og Waage.

### Fonologi
Det islandske lydsystem er som følger. Samtlige symboler er dets internationale fonetiske alfabets.

#### Konsonanter
|                | Bilabial | Bilabial | Labio- dental | Labio- dental | Dental | Dental | Alveolær | Alveolær | Palatal | Palatal | Velær | Velær | Glottal | Glottal |
| -------------- | -------- | -------- | ------------- | ------------- | ------ | ------ | -------- | -------- | ------- | ------- | ----- | ----- | ------- | ------- |
| Nasaler        | m̥        | m        |               |               | n̥      | n      |          |          | ɲ̊       | ɲ       | ŋ̊     | ŋ     |         |         |
| Klusiler       | pʰ       | p        |               |               | tʰ     | t      |          |          | cʰ      | c       | kʰ    | k     | ʔ       |         |
| Frikativer     |          |          | f             | v             | θ      | ð      | s        |          | ç       | j       | x     | ɣ     | h       |         |
| Approksimanter |          |          |               |               | l̥ ɫ̥    | l ɫ    |          |          |         |         |       |       |         |         |
| Vibranter      |          |          |               |               |        |        | r̥        | r        |         |         |       |       |         |         |

Islandsk besidder ikke stemte klusiler, men skelner mellem de klusiler som ellers betegnes med bogstaverne b og p, d og t og så g og k gennem aspiration. Præaspiration er et sjældent fænomen som forekommer når dobbeltkonsonanterne kk, pp eller tt optræder. I så fald er udtalen [ʰk], [ʰp] og [ʰt]. Præaspiration finder også sted hvis første konsonant er p, t eller k og den senere er m, n eller l. Dette gælder ikke for sammensatte ord, dvs. hvis nævnte konsonanter støder sammen på ordgrænsen — i de tilfælde bliver konsonanten trukket ud hvis det drejer sig om kk, pp eller tt, dvs. den bliver længere, og den situation er den eneste, hvor man kan tale om lange konsonanter på islandsk. For de ørige fald bliver orddelene udtalt normalt. Ellers er det altid vokalen der har en bestemt længde.

#### Vokaler
|                | Fortunge | Fortunge | Bagtunge |
| Urundet        | Rundet   |          | Bagtunge |
| -------------- | -------- | -------- | -------- |
| Lukket         | i        |          | u        |
| Nærmest lukket | ɪ        | ʏ        |          |
| Halvåben       | ɛ        | œ        | ɔ        |
| Åben           | a        | a        | a        |

|          | Fortunge | Bagtunge |
| -------- | -------- | -------- |
| Halvåben | ei • øy  | ou       |
| Åben     | ai       | au       |

Et ret sjældent fænomen blandt verdens sprog er, at islandske diftonger kan være enten lange eller korte mens de på de fleste sprog er lange.

#### Tryk
Hovedtrykket er altid på første stavelse, men hvis man har med lange ord at gøre, besidder hver anden stavelse et ekstratryk eller hævning, dvs. stavelser nr. 3, 5 osv.

#### Vokalers længde
Hovedreglen er enkel. Hvis ingen eller kun én konsonant følger vokalen, er den lang, ellers er den kort, dvs. hvis der følger to eller flere konsonanter.
Den allervigtigste undtagelse fra denne regel er: Hvis en vokal følges af to konsonanter, og den første er p, t, k eller s og den senere er j, v eller r, er vokalen lang. Dette kaldes p, t, k, s + j, v, r reglen og den ualfabetiske optællingsmåde er af didaktiske hensyn — reglen er stillet op på denne måde for islandske øren.
Der findes en række mindre undtagelser, især skal man vogte sig for lange, sammensatte ord, men for det tilfældes skyld må man støtte sig til erfaringen. Men dog skal her nævnes, at konjunktionen en (men) gennemgående udtales kort undtagen man lægger tryk på den, og at infikset -k- har til følge at vokalen foran bliver lang, hvis vi har kombinationen -tk-. I poesiordet litka (farve) er i-et langt og o-et i notkun (brug) også. Men disse tilfælde er meget få.

### Morfologi
Der findes et par almindelige regler, som kan lette islandskstudiet væsentligt. For de ord som bøjes i kasus, har man de følgende. Hvor der skelnes mellem køn (adjektiver, stedord, participier), er dativ og genitiv pluralis altid de samme for alle køn. Dativ pluralis ender altid på -m og oftest på -um. Genitiv pluralis ender altid på -a. (Adjektivernes svage bøjning er en undtagelse i begge tilfælde.) Adjektivernes komparativ bøjes altid svagt, med undtagelsen fleiri, se islandske adjektiver.
Verbernes personalendelser er temmelig regelmæssige.
De ved første blik temmelig uoverskuelige vokalændringer forklares (og ses) i reglen let med et kendskab til omlyd, brydning og aflyd. Disse er dog ingenlunde de eneste lydændringer på islandsk, men de er blandt de mest markante.
Et nyttigt redskab for den interesserede er bøjningsprogrammet hos Stofnun Árna Magnússonar. Man følger lænken, klikker på Beyging orða (den direkte link er Beyging orða) til højre på siden og skriver derefter det ord, som man vil bøje i det eneste felt på den side. Så smælder man på takken Leita og får sit ord bøjet. For navneordene angives også bøjningen med den affixerede artikel. Det må dog indrømmes at visse former ikke bliver vist. Det drejer sig i hovedsagen om forældede former, som stadigvis finder deres brug for stilistiske formål. Dobbeltformer bliver dog vist hvis de optræder i daglig tale, prøv f.eks. með grautur (grød) og verpa (lægge æg). I det første tilfælde optræder den eneste dobbeltform i en enkelt tabel, i det senere kan vælge mellem stærk og svag bøjning. Ordforrådet der er nu godt 176.000 ord. Hvis man tjekker boksen Leit að beygingarmynd kan man søge efter forskellige bøjningsformer. Samtlige former bliver gengivet.
Lænken Orðabanki íslenskrar málstöðvar, fortjener også opmærksomhed, men der kan man indtaste et ord i feltet Leitarorð (listen Leitarmál gengiver det sprog ordet skal findes på) og så klikke på Leita. Hvis Leitarmál er íslenska får man en oversættelse af det islandske ord. Det er nok bedst at lade feltet Markmál blive det automatiske Engin takmörkun. I alle fald får man så en engelsk oversættelse. Hvis Leitarmál er enska skal man indtaste det engelske ord, som man ønsker at få på islandsk. I det hele taget ser det ud som, at islandsk-engelsk, engelsk-islandsk er de eneste kombinationer, som er nogenlunde rede til brug, men dette er ikke desto mindre et nyttigt redskab.

#### Artiklen
Islandsk har kun én artikel, den bestemte, og den bruges overvejende som affix ligesom på dansk. Lydreglerne for affikseringen er ret indviklede, f.eks. får den m-et i pluralens dativ til at forsvinde, dativ plural uden artikel löndum, med artikel löndunum (lande – landene).

#### Navneord
Islandske navneord bøjes i fire kasus og to tal. Kønnene er tre, hankøn, hunkøn og intetkøn. Hovedinddelningen følger skellet svag eller stærk bøjning, men disse bliver for sit vedkommende delt i en stort antal underklasser. Se den uddybende artikel.

#### Adjektiver
Man kan godt sige, at islandske adjektiver i hovedsagen tilhører én bøjningsklasse, men pga. sprogets ofte ret drastiske interne, fonetiske ændringer må der anføres et antal bøjningsmønstre.
Adjektiver bøjes i køn, tal, fald og komparation, og desuden har man en stærk og en svag bøjning som i de øvrige germanske sprog.
Der findes dog en del ubøjelige adjektiver som da ender på -a som einmana (ensom) eller -i som hugsi (i dybe tanker). En række adjektiver kan ifølge deres natur ikke gradbøjes, som f.eks. dauður(død).

#### Stedord
Stedord er (i de sprog som besidder dem) ord som bruges i stedet for en nævnt referent. De udgør en ret broget samling, som behandles i den uddybende artikel. Som en hovedregel kan man nævne, at de fleste islandske stedord har et dansk modstykke. De fleste bøjes i samtlige køn, fald og begge tal.

#### Talord
Kardinaltallene fra én til fire bøjes i kasus, køn og tal. De andre bøjes kun, når de i virkeligheden er navneord.
De første tyve er disse.
| Tallene 1 - 20 | Tallene 1 - 20 | Tallene 1 - 20 | Tallene 1 - 20 |
| -------------- | -------------- | -------------- | -------------- |
| einn           | én             | ellefu         | elleve         |
| tveir          | to             | tólf           | tolv           |
| þrír           | tre            | þrettán        | tretten        |
| fjórir         | fire           | fjórtán        | fjerten        |
| fimm           | fem            | fimmtán        | femten         |
| sex            | seks           | sextán         | seksten        |
| sjö            | syv            | sautján        | sytten         |
| átta           | otte           | átján          | atten          |
| níu            | ni             | nítján         | nitten         |
| tíu            | ti             | tuttugu        | tyve           |

Ordinaltal bøjes normalt som adjektiver, de to første er undtagelser.
De første tyve ordinaltal følger (hankøn, nominativ).
| Tallene 1. - 20. | Tallene 1. - 20. | Tallene 1. - 20. | Tallene 1. - 20. |
| ---------------- | ---------------- | ---------------- | ---------------- |
| fyrstur, fyrsti  | første           | ellefti          | ellevte          |
| annar            | anden            | tólfti           | tolvte           |
| þriðji           | tredje           | þrettándi        | trettende        |
| fjórði           | fjerde           | fjórtándi        | fjertende        |
| fimmti           | femte            | fimmtándi        | femtende         |
| sjötti           | sjette           | sextándi         | sekstende        |
| sjöundi          | syvende          | sautjándi        | syttende         |
| áttundi          | ottende          | átjándi          | attende          |
| níundi           | niende           | nítjándi         | nittende         |
| tíundi           | tiende           | tuttugasti       | tyvende          |

#### Verber
Som en almindelig regel skal det straks nævnes at infinitiven ender på -a undtagen hvor et -á kommer foran i hvilket tilfælde a-et forsvinder, f.eks. slá (slå). Desuden har man de følgende undtagelser: Munu, skulu (begge to ville, skulle udelukkende benyttet som hjælpeverber), þvo (vaske) og det danske låneord ske.
Der findes to participier, præsens og præteritum. Endelsen i præsens er -andi og er i hovedsagen ubøjelig. Undtagelsesvis kan den dog bøjes som svage adjektiver for stilistiske formål. Datidens participium er meget mere kompliceret, men følger dog hovedsagelig adjektiverne i sin bøjning, om end med talrige (og almindelige) undtagelser.
Præsens og præteritum er de eneste simple (usammensatte) tempora på islandsk. Hvad de andre angår, så benyttes der hjælpeverber, og resultatet kan forskelligt blive opfattet som tempus eller aspekt, ligesom på dansk.
Af personlige måder har man indikativ, konjunktiv og imperativ.
Der er to eller tre former, aktiv og passiv, og det er så en definitionssag om man betragter mediopassiven som en verbalform eller en ekstra samling bøjningsklasser. I hvert fald er mediopassiven en ret kompliceret sag, eftersom man for visse verbers vedkommende kan opfatte den som en særlig form, mens betydningsændringen i andre tilfælde er så stor, at man må opfatte mediopassiven som et særligt verbum. Passiven dannes med hjælpeverbet vera, mens mediopassiven har sin egen bøjning.

#### Adverber
Adverber kan kun gradbøjes, hvis overhovedet, men der findes en række måder at danne adverber på og lige så mange måder for gradbøjningen. Desunden findes der en række irregulære (uregelmæssige) adverbier.

### Syntaks
Islandsk er i grunden et SVO-sprog, dvs. subjekt-verbum-objekt. Den forholdsvis rige bøjningslære giver dog mangfoldige muligheder for afvigelser. Især skal det nævnes at spørgsmål normalt behandles som på dansk, dvs. at verbet kommer først, og at poesisproget tillader alle kombinationer.
En fuldstændig syntaks behøver en egen bog. (Ligesom andre sprog. Den danske morfologi kan gengives på 20-30 sider, men den danske syntaks er en sag for sig.) Stefán Einarsson gjorde et godt arbejde på den begrænsede plads (76 sider), som han tillod sig i sin bog. Bogen er vistnok noget gammel (udgivet 1949), men forældet er den ikke og den er endnu i tryk. De virkeligt interesserede læsere henvises til den vanskeligt tilgængelige, men meget fyldige grammatik af Bruno Kress. En anden læseværdig og i dette tilfælde tilgængelig bog er The Syntax of Icelandic af Höskuldur Þráinsson, som vistnok behandler syntaksen på en anden vis end Kress, men er især værdifuld, da den er forholdsvis ny, letlæselig og giver et andet perspektiv end Stefán og Kress. Disse anbefales alle, især da de kompletterer hinanden. Hovedforskellen mellem Stefán og Kress på den en side og Höskuldur på den anden er, at Stefán og Kress skriver om syntaksen fra et klassisk udgangspunkt, mens Höskuldur tilhører den generation, som nolens, volens måtte studere Chomskys omstridte teorier og derfor ikke undgår sin skæbne som generativist. Han læner også mere til siden af en ren deskriptiv syntaks, mens Stefán og Kress, som begge skrev lærebøger viser en blanding af deskriptivisme men ikke mindre præskriptivisme. De skrev for et andet publikum end Höskuldur.

#### Rektion
Rektion er læren om, hvordan visse ord styrer andre ords kasus. En forudsætning er naturligvis, at pågældende sprog besidder kasus, men af dem har islandsk fire. Nøjagtigere sagt betyder rektion, at et ord bestemmer, at et andet ord står i et andet fald end nominativen. Samtlige ordklasser på nær artiklen, konjunktioner og udråbsord kan regere fald, fra at gøre det hver gang de forekommer (præpositioner) til at gøre det under visse omstændigheder (f.eks. adverber).
Desuden kan det forekomme at et ord står i et af de tre fald akkusativ, dativ eller genitiv uden at blive regeret af et bestemt ord. For en sammenligning se latin, som benytter sig af dette i udstrakt grad.

#### Sætninger
De islandske sætninger deles ligesom dansk i to store klasser, hovedsætninger og bisætninger. En paragraf indledes normalt med en hovedsætning, men ellers bestemmer den derpå brugte konjunktion om det drejer sig om en hoved- eller bisætning. Ordfølgen er til dels fri, idet bøjningerne i reglen gør det let at skelne mellem subjekt og objekt. Der gælder dog visse restriktioner. Islandsk er et V2-sprog, som betyder, at verbet som hovedregel skal indtage den anden plads blandt hovedsætningsdelene. For eksempel forefindes rækkefølgen objekt – subjekt – verbum (OSV, i det hele taget en sjældenhed blandt verdens sprog) vel kun i poesien, og da kun af systemtvang.

#### Konjunktioner
Konjunktioner er småord som forbinder sætninger. Det islandske system er ikke meget forskelligt fra det danske, på nær den regel at visse konjunktioner kræver at verbet er i konjunktiv. Ellers deles de i to grupper, hvor den ene knytter to hovedsætninger sammen, mens den anden binder en bisætning til en anden sætning.

#### Måder
Der findes seks verbalmåder på islandsk, traditionelt delt i to grupper. De er personalmåderne (indikativ, konjunktiv og imperativ) som bøjes i person og kasusmåderne (participium præsens, participium præteritum og infinitiv) som kan bøjes i kasus. Infinitiven er dog uforanderlig, undtagen tre hjælpeverber som har både en præsensform og præteritumform (munu, skulu, vilja).

#### Tider
Islandsk har to simple tider som andre germanske sprog, præsens og præteritum. Efter latinsk mønster regnede man længe med seks sammensatte tider til, men virkeligheden er en del mere kompliceret, da islandsk besidder et antal aspekter i tillæg. Disse er alle sammensatte verbalformer. Se Jón Friðjónsson for en meget udførlig redegørelse.

#### Former
Islandsk har tre verbalformer, den sædvanlige aktiv og passiv men dertil en mediopassiv som behøver en egen redegørelse --- man kan diskutere om den er en form eller en samling bøjningsklasser, som nævnt foroven.

## Islandsk navneskik
De fleste islændinge har et patronym i stedet for et slægtsnavn. De dannes normalt ved at man tager faderens fornavn i genitiv og tilføjer -son (<sonur, bemærk at nominativendelsen falder bort, men ordet bøjes ellers på samme vis) for mænd og -dóttir for kvinder. Visse navne har dog en afvigende genitiv i netop denne sammenhæng. Hvis Sigurður har en datter, er hun Sigurðardóttir, og Sigurðar er den normale genitiv, men hvis han har en søn, vil sønnen oftest være Sigurðsson. Genitiven af Guðmundur er Guðmundar, men hans børn vil være Guðmundsson eller Guðmundsdóttir.
Personnavne har i øvrigt et antal andre afvigelser fra den normale bøjning, se herom artiklen om islandske navneord.
Enhver har ret til at tage moderens navn som efternavn og metronymer er blevet lidt almindeligere i den senere tid. Fodboldspilleren Heiðar Helguson er søn af kvinden Helga, ikke manden Helgi. Det sker f.eks. gerne at børn som er blevet opdraget af en enlig mor, tager hendes navn. Denne skik er meget gammel – der findes eksempler fra den første tid, f.eks. skjalden Eilífur Guðrúnarson. Nogle vælger et eller andet alternativ. B-et i politikeren Dagur B. Eggertssons navn står for Bergþóruson. Hans forældre hedder altså Bergþóra og Eggert.
Transpersoner har endvidere lov til at anvende endelsen -bur, der betyder 'barn'.

### Personnavne
Der findes nu knap 2000 tilladte egennavne for mænd og et tilsvarende antal for kvinder.
Den oprindelige hedenske skik var at et egennavn var en- eller toleddet og at hver enkelt kun bar ét navn. Ordene hallur og steinn betyder begge sten og vi får se, hvad man kan udrette med dem, hvis man tager gudenavnet Þór med. Vi har: Halldór, Hallþór, Þórhallur, Steindór, Steinþór, Þorsteinn og Þórsteinn, som alle betyder det samme. Man ser, at þ-et i Þór undertiden bliver til d når det drejer sig om navne. I tilgift har vi navnet Hallsteinn (altså Stensten). Til slut skal det nævnes at alle ordene forekommer som énleddede mandsnavne, dvs. Þór, Hallur og Steinn.
Med kristendommen fulgte der så naturligvis en mængde nye navne, og udenlandske navne bliver stadig flere. Treleddede navne forekommer nu også, f.eks. kvindenavnet Gunnþórunn og den skik at give to eller enddog flere navne har taget stærkt til.

### Tilnavne
Tilnavne har nok været brugt siden mennesker fandt på at navngive hinanden. Islandsk besidder som andre sprog et stort antal af disse. Da de kun undtagelsesvis er regelmæssige, som f.eks. Nonni, som kun kan være et kælenavn for Jón (men det gælder ikke omvendt, Jón kan f.eks. have kælenavnet Jónsi), ville det føre alt for vidt at gøre rede for det hele her. Men det bør nævnes at den gamle litteratur vrimler med ofte lidet flatterende tilnavne. Undertiden tog tilnavnet magten og så kunne man finde på at føje et andet til. Et eksempel er den norske småkonge Ásbjörn,, som var tykkere end godt var, og derfor fik tilnavnet kjötvi (den tykke). Så blev han aldrig kaldt noget andet, men tilfældet ville at han også var rig, så man føjede et navn til og fra da af hed han Kjötvi inn auðgi (Den tykke og rige). Hans oprindelige navn var dermed helt forsvundet.